# Констелласьо Эспортива
«Констелласьо Эспортива» (кат. Constel·lació Esportiva) — андоррский футбольный клуб из Андорра-ла-Вельи, существовавший в 1998—2000 годах.

## История
Команда основана в 1998 году. В сезоне 1998/99 «Констелласьо Эспортива» впервые участвовал в чемпионате Андорры и занял 5 место. В следующем сезоне 1999/00 клуб стал чемпионом Андорры и обладателем Кубка Андорры. Обыграв в финале «Энкамп» со счётом (6:0). В августе 2000 года «Констелласьо Эспортива» участвовал в предварительном раунде Кубка УЕФА. Андоррцы играли против испанского «Райо Вальекано» и уступили по сумме двух матчей (0:16).
Из-за многочисленных финансовых нарушений команда была исключена из чемпионата Андорры, а позже прекратила своё существование.
В составе команды играли четверо футболистов сборной Андорры — Манель Жименес (79 матчей, 1 гол), Роберто Хонас (30 матчей, 1 гол), Феликс Альварес (9 матчей) и Жозеп Абелья (1 матч).

## Достижения
- Чемпион Андорры (1): 1999/00
- Обладатель Кубка Андорры (1) 2000

## Статистика
| Сезон   | Дивизион        | Место в чемпионате | И  | В  | Н | П | ГЗ | ГП | О  | Кубок Андорры | Примечание |
| ------- | --------------- | ------------------ | -- | -- | - | - | -- | -- | -- | ------------- | ---------- |
| 1998/99 | Примера Дивизио | 5                  | 22 | 11 | 2 | 9 | 52 | 32 | 35 |               |            |
| 1999/00 | Примера Дивизио | 1                  | 12 | 12 | 0 | 0 | 70 | 6  | 36 | Победитель    |            |

## Выступления в еврокубках
| Сезон   | Соревнования | Раунд                 | Соперник       | 1-й матч | 2-й матч | Общий счёт |
| ------- | ------------ | --------------------- | -------------- | -------- | -------- | ---------- |
| 2000/01 | Кубок УЕФА   | Предварительный раунд | Райо Вальекано | 0:10     | 0:6      | 0:16       |